# An American Trilogy
"An American Trilogy" är en amerikansk sång som satts samman och arrangerats av Mickey Newbury. Den har dock främst kommit att bli känd genom Elvis Presleys liveversioner. Den utgörs egentligen av ett medley bestående av tre 1800-talssånger.
I samband med en spelning på en klubb i slutet av 1970, framförde Mickey Newbury ett medley bestående av tre låtar som symboliserade de tre fraktionerna i inbördeskrigets delade USA – "Dixie" för Södern, "Battle Hymn of the Republic" för Nordstaterna och "All My Trials" för slavarna. Han spelade in låten under namnet "An American Trilogy" och gav ut den som singel i september 1971. Den nådde som bäst 26:e plats på den amerikanska Billboardlistan den 1 januari 1972.
Elvis Presley hörde låten och började framföra den live på sina konserter, från och med slutet av januari 1972. "An American Trilogy" har blivit starkt förknippad med honom. Den har blivit såväl en signaturlåt som en "showstopper" som han ofta sjöng, och den förekommer i bland annat dokumentärfilmen Elvis on Tour och tv-showen Aloha from Hawaii (via Satellite).

## Bakgrund
"An American Trilogy" är en sång som sattes samman och arrangerades av Mickey Newbury (1940–2002) och som blev något av en signatursång för och berömd genom Elvis Presley (1935–1977). Låten är egentligen ett medley bestående av de tre sångerna:

De amerikanska Sydstaterna, Dixieland, markerade i rött.

1. "Dixie" – Dixie, Dixie's Land eller Dixieland är ett smeknamn på de amerikanska Sydstaterna och låten Dixie, som skrevs år 1859 av Daniel Emmett[7] som en helt opolitisk hyllning till Sydstaterna,[3] kom senare att bli något av en inofficiell nationalsång för Amerikas konfedererade stater under amerikanska inbördeskriget.[8][5] Det är en låt som är förknippad med och representerar Sydstaterna.[9][10]
2. "Battle Hymn of the Republic" – Den amerikanska nordsidans marschsång under amerikanska inbördeskriget, "John Brown's Body", med en ny text skriven som en antislaveri-sång av Julia Ward Howe 1861.[11][5][7][8] Låten kom att representera och bli en sorts inofficiell nationalsång för de amerikanska Nordstaterna.[10][9]
3. "All My Trials" – En traditionell visa med okänt ursprung.[7] Den kom att populariseras av 1960-talets amerikanska folkmusikrörelse,[12] och den kan ha tillkommit vid tiden för det nordamerikanska inbördeskriget[13] eller ha sitt ursprung från före kriget.[14] En teori är att visan spreds till Västindien varifrån den återkom från Bahamas till USA.[14][13] Den har antagits vara en sorts sorgesång som sjöngs av afroamerikanska slavar,[15][16] en gammal afroamerikansk spiritual,[17][18][19] även om inga bevis för att så verkligen var fallet föreligger.[3]

## Mickey Newbury

### An American Trilogys tillkomst
I ett politiskt och socialt klimat där kriget i Vietnam och de växande protesterna mot detta dominerade, bokade Mickey Newburys skivbolag Elektra Records in honom för en spelning under Thanksgiving-helgen, lördagen den 28 november 1970, på Bitter End West, en alldeles nyöppnad klubb i Hollywood. Som förberedelse för spelningen spelade Newbury igenom alla de låtar som han hade tänkt framföra, utan att planera exakt vilka låtar han skulle sjunga. Han spelade då också alla de tre låtarna som skulle komma att bli "An American Trilogy" ("Dixie", "Battle Hymn of the Republic" och "All My Trials"), dock inte tillsammans.
Senare den lördagskvällen, medan han var backstage på Bitter End, pratade Newbury med den kanadensiske komikern David Steinberg om de aktuella händelserna i nyhetsmedia. Newbury ska då ha sagt att i blandade skolor i Södern insisterade vita på att få använda "Dixie" som skolans kampsång, medan svarta protesterade, eftersom de ansåg att "Dixie" var en lovsång till vit överhöghet. Vissa delstater i Södern hade till och med förbjudit sjungandet av "Dixie", vilket Newbury menade var att helt missuppfatta sången. Newbury ansåg att inget i låten gjorde den till en exklusiv egendom för extremister och allmänt trångsynta personer. Han lät därefter informera den dåvarande föreståndaren för Bitter End West om att han tänkte sjunga "Dixie" som en protest mot censuren av den, något denne starkt avrådde från, eftersom det nyss hade varit ett upplopp i Alabama när "Dixie" spelades, och han fruktade att det skulle kunna leda till ett nytt upplopp.

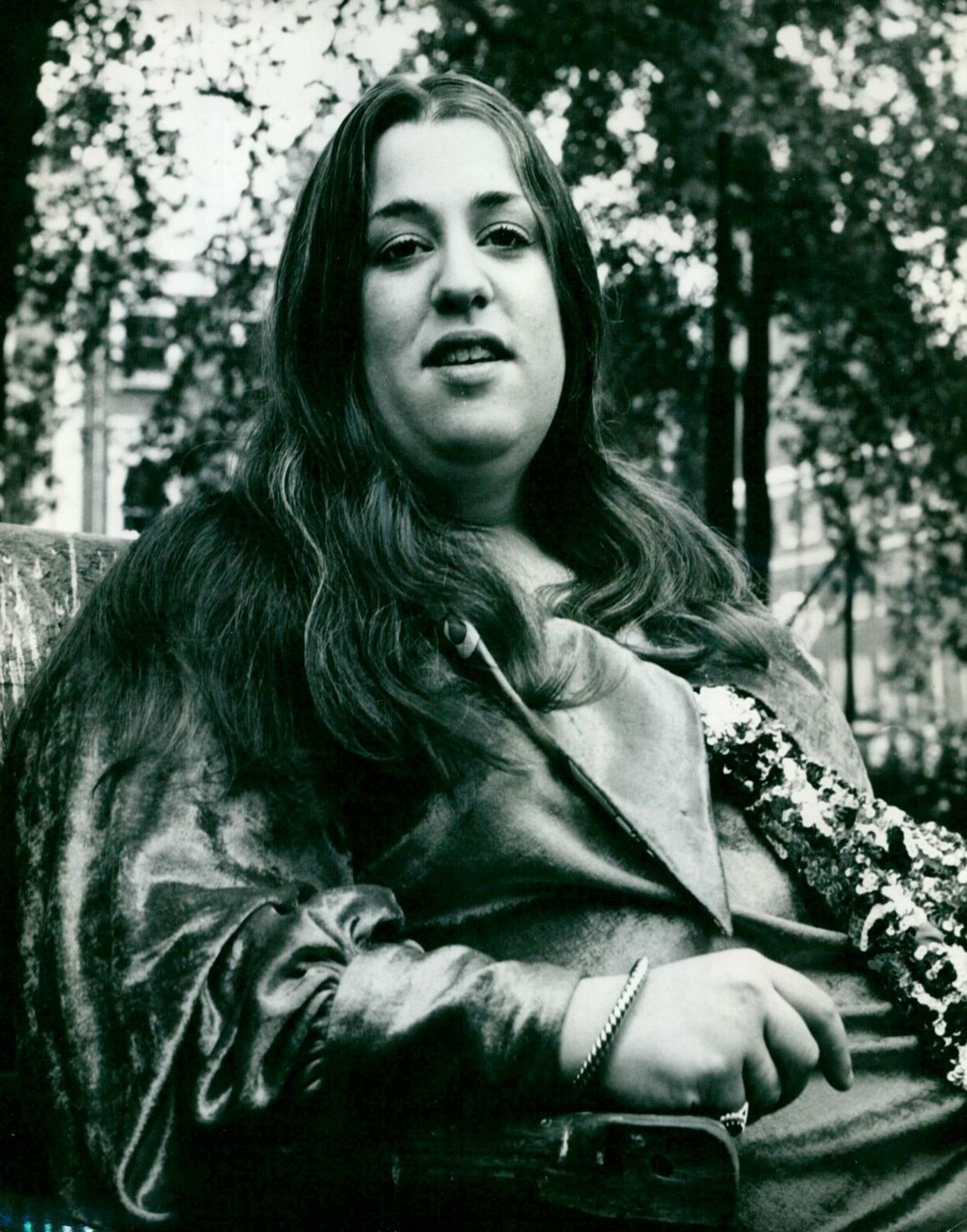
Mama Cass Elliot 1970, samma år som hon bevittnade Mickey Newburys premiärframförande av "An American Trilogy" och var den första att ge honom sitt bifall.

Vid tiden för Newburys framträdande hade många celebriteter anlänt till klubben, däribland Joan Baez, Odetta, Barbra Streisand, Kris Kristofferson och Cass Elliot. Newbury hade föreställt sig att en liberal publik i Hollywood lättare skulle acceptera "Dixie" men blev nu osäker, speciellt eftersom han hade lagt märke till den svarta folksångerskan och medborgarrättsaktivisten Odetta i publiken. Eftersom Newbury tyckte att det var orättvist att "Dixie" hade kommit att förknippas med rasism, då texten i sig inte var rasistisk, bestämde han sig ändå för att sjunga "Dixie". Han sjöng den mitt i showen (eller som en källa uppger, som första låt). När Newbury började sjunga "Dixie" tycktes alla hålla andan.
Den version av "Dixie" som Newbury framförde var inte den upphetsande, upproriskt skrikande stridsmarschversionen. Det var bara en man och hans gitarr, och han sänkte tempot så att det blev en långsam, innerlig, melodiös ballad, en sorgesång och en kärlekssång – en sång om kärleken till södra USA. Därmed kunde han illustrera sångens skönhet och mening i ett försök att återge den dess sanna betydelse.
Newbury hade ursprungligen tänkt sjunga enbart "Dixie", och först sedan han börjat sjunga låten kom han på idén att lägga till de övriga två låtarna. Utan att göra paus för eventuella applåder bara fortsatte Newbury med nordstatssången "Battle Hymn of the Republic", och han sjöng "Glory, Glory Hallelujah", och avslutade med den sorgesamma balladen "All My Trials", som hade spelats in, ibland under namnet "All My Sorrows", av bland andra The Kingston Trio, Pete Seeger, Joan Baez och Peter, Paul and Mary. "An American Trilogy" uppkom spontant i den stunden genom att "Dixie" bara fortsatte vidare i de andra två låtarna och det slutade med att det blev en trilogi – en låt av tre låtar.
Efter att Newbury hade avslutat sin nyskapelse rådde under en lång stund en nästan total tystnad, varefter Mama Cass Elliot hoppade upp och applåderade och ett stort jubel utbröt, en stående ovation som varade i minst två minuter. Både Odetta och Cass var så berörda att de grät. Newbury hade fram till dess varit osäker på om man skulle applådera eller storma scenen.
Newbury förklarade att många inte ens visste att nordsidans ledare president Lincoln hade begärt att "Dixie" skulle framföras på Vita husets trappa samma dag som inbördeskriget tog slut. "Dixie" skrevs av Daniel Emmett från norra USA. Musiken till "Battle Hymn of the Republic" tillskrivs en sydstatare från South Carolina, William Steffe, 1856, medan texten skrevs om år 1861 av Julia Ward Howe, en nordstatare från Boston. Och "All My Trials", antog åtminstone Newbury, var från början en afroamerikansk spiritual från slaveritiden. Newbury ansåg att dessa tre låtar återgav de tre beståndsdelarna i det amerikanska inbördeskriget genom att afroamerikanska slavar från den tiden anammade "All My Trials" som en sorgesång, att Amerikas konfedererade stater (Sydstaterna) antog "Dixie" som en låt att marschera till, och att Nordstaterna identifierade sig med "Battle Hymn of the Republic". Newbury menade att han bara satte samman låtar från tre olika grupper (sydstatare, nordstatare och slavar) i inbördeskriget, och att "An American Trilogys" triumf ligger i låtarnas skönhet.

### Mickey Newburys inspelning och skivsläpp
Mickey Newbury spelade in sitt nästa album Frisco Mabel Joy på Cinderella Sound Studio i Nashville, Tennessee, och spelade då även in "An American Trilogy", som kom att ingå i albumet. På skivinspelningen inleds "An American Trilogy" med att Newbury sjunger "Dixie" ackompanjerad av endast en akustisk gitarr. När han övergår till "Battle Hymn of the Republic" tillkommer en orkester och när låten når sin klimax klingar orkestern av och Newbury övergår till "All My Trials", återigen ackompanjerad av enbart gitarr, varefter låten tonar ut till "Dixie" spelad på munspel. Just när man tror att låten är klar, återkommer orkestern och spelar som avslutning "Battle Hymn of the Republic".
Albumet Frisco Mabel Joy utkom i oktober 1971 och "An American Trilogy" släpptes som singel i september samma år. Den debuterade på den amerikanska Billboardlistan den 6 november 1971, stannade där i 11 veckor till den 15 januari 1972 och nådde som bäst 26:e plats den 1 januari 1972. Den kom att bli Newburys enda hit-singel som sångare och artist. Fastän "An American Trilogy" hamnade på USA:s topp 30-lista, ville många radiostationer inte spela den för att den innehöll "Dixie". I slutet av 1960-talet och början av 1970-talet var det många skolor som tog bort "Dixie" som andlig sång på grund av rädsla för att den kunde uppfattas som rasistisk.
| Vänster: I Wish I Was In Dixie's Land. Omslag till ett musikhäfte från 1860 innehållande Daniel Emmetts alster från 1859. Höger: Battle Hymn of the Republic – "Glory Hallelujah". Omslag till ett musikhäfte från 1863 innehållande Julia Ward Howes text från 1861. |  | Vänster: I Wish I Was In Dixie's Land. Omslag till ett musikhäfte från 1860 innehållande Daniel Emmetts alster från 1859. Höger: Battle Hymn of the Republic – "Glory Hallelujah". Omslag till ett musikhäfte från 1863 innehållande Julia Ward Howes text från 1861. |
| Vänster: I Wish I Was In Dixie's Land. Omslag till ett musikhäfte från 1860 innehållande Daniel Emmetts alster från 1859. Höger: Battle Hymn of the Republic – "Glory Hallelujah". Omslag till ett musikhäfte från 1863 innehållande Julia Ward Howes text från 1861. |  | |

### Texten till An American Trilogy
(Dixie)
Oh I wish I was in the land of cotton
Old times there are not forgotten
Look away, look away, look away Dixieland
Oh I wish I was in Dixie, away, away
In Dixieland I'll take my stand to live and die in Dixie
'Cause Dixieland, that's where I was born
Early Lord one frosty morn[ing]
Look away, look away, look away Dixieland
(Battle Hymn of the Republic)
Glory, glory, hallelujah
Glory, glory, hallelujah
Glory, glory, hallelujah
His truth is marching on
(All My Trials)
So hush little baby
Don't you cry
You know your daddy's bound to die
But all my trials, Lord, soon be over †
(Battle Hymn of the Republic)
Glory, glory hallelujah
His truth is marching on
His truth is marching on ‡
† Här slutar Mickey Newburys version.
‡ Här slutar Elvis Presleys version.

## Elvis Presley

### Introduktionen av An American Trilogy live
Det var Elvis Presleys dåvarande hustru Priscilla som först uppmärksammade Elvis på "An American Trilogy", efter att hon hade hört Mickey Newburys version på radio. Hon föreslog för Elvis att den kunde bli en del av hans liveshow. Elvis älskade låten. Elvis' och RCA:s producent Felton Jarvis, som tidigare också hade producerat Newbury när denne var på RCA, ordnade en kopia åt Elvis.

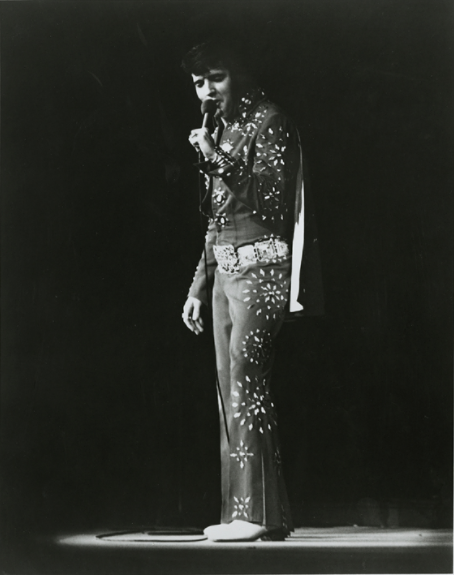
Elvis Presley under den turné som filmades för dokumentärfilmen Elvis on Tour och då han under varje show framförde "An American Trilogy". Detta foto är taget troligen den 9, 10 eller 17 april 1972 – de datum då han bar denna "Red Pinwheel Suit".

När Elvis Presley uppträdde under sin sjätte säsong i Las Vegas (26 januari 1972–23 februari 1972), hade han lagt till "An American Trilogy" till spellistan. Elvis framförde låten första gången den 26 januari 1972. Från och med detta datum kom den att bli en del av hans repertoar tre år i sträck (och fortsatt i mindre omfattning ända fram till hans död 1977). Han varierade den bara något och placerade den vanligtvis sent i showen för att återspegla dess status. För Elvis kom "An American Trilogy" att bli något av en storslagen, dramatisk showstopper, med starkt bifall och långvariga applåder från publiken, och hans framförande av låten den säsongen i Las Vegas var alltid hänförande. Elvis version av "An American Trilogy" skiljer sig från Newburys lågmälda, eftertänksamma inspelning. Den är en mäktig, storslagen och hänförande dramatisk föreställning som skulle bli en av Elvis mest älskade låtar.
Mot slutet av Elvis period på Las Vegas Hilton, den 14–17 februari 1972, spelade RCA in ett antal av hans shower, i syfte att släppa ett album med både live- och studioinspelningar, i stil med hans tidigare album That's the Way it Is som utkom i november 1970. Ingenting kunde stoppa Elvis från att spela in "An American Trilogy". Den hade ett arrangemang så bra som något Elvis någonsin hade åstadkommit. Med sin stora röstutmaning och en blandning av patriotisk glöd, hög dramatik och känslomässig klimax, representerade den ett slags katarsis för Elvis.

### Elvis Presleys singelsläpp
Ännu en ny singel var planerad att ges ut i april. Elvis hade sedan flera månader tillbaka meddelat publiken på sina shower att "The Impossible Dream" skulle bli hans nästa singel, och nu hade man äntligen en liveversion inspelad och klar för utgivning. Skivbolaget RCA tänkte sig dock att singeln skulle bestå av de två studioinspelningarna som Elvis hade gjort av "The First Time Ever I Saw Your Face" och "Help Me Make It Through the Night". Elvis hade emellertid ändrat sig och ville nu i stället att "An American Trilogy" skulle bli hans nästa singel.
Hans manager Tom Parker, som inte brukade lägga sig i Elvis låtval, invände mot valet eftersom det enligt hans mening bara rörde sig om några inbördeskrigslåtar som hade satts ihop av Mickey Newbury och att ingen ville bli påmind om inbördeskriget. RCA invände också mot valet av låt med motiveringen att den nyss hade varit en mindre hit för Newbury och att det var alldeles för tidigt att ge ut ytterligare en version av samma låt. Men Elvis stod på sig; han hade lyssnat på uppspelningar från Las Vegas-inspelningarna, hört publikens reaktion och hur de älskade låten, och blivit övertygad om att den enorma succé "An American Trilogy" rönte när den sjöngs på konserterna skulle upprepas i listplaceringen och därför var det rätta valet. I samband med att Elvis avsåg att ge ut låten försökte hans manager Tom Parker, i enlighet med den praxis han utverkat, kräva royaltyrättigheterna för den. Men, enligt Newbury, hindrade Elvis honom från att göra det.
"An American Trilogy", inspelad på Las Vegas Hilton den 16 februari 1972, släpptes som singel den 4 april 1972. De som invände mot Elvis val fick rätt, åtminstone vad gällde framgången i USA – även om låten skulle bli en av hans riktigt episka och gripande klassiker under kommande år. När singeln gavs ut med "The First Time Ever I Saw Your Face" som B-sida, nådde den blott 66:e plats på Billboards Hot 100-lista, betydligt sämre än Newburys placering tidigare samma år, och den sålde bara i 100 000 exemplar. Försäljningen kan också ha påverkats av att många radiostationer återigen var osäkra och valde att inte spela låten. Däremot blev den en mindre hit i Storbritannien, där den nådde 8:e plats på listorna. Även om Elvis 1970-talssinglar konsekvent sålde bättre i Storbritannien än i USA, kan det faktum att Elvis version släpptes före Newburys där, ha bidragit till framgången. Även i Sverige fick den en någorlunda framskjuten placering, och låg som bäst 11:a på Tio i topp den 19 och 26 augusti 1972.

### Elvis Presleys version
Elvis cover på Mickey Newburys "An American Trilogy" återspeglade på ett utmärkt sätt Elvis sammansatta musikaliska och nationella arv. I Elvis version kunde "An American Trilogy" nästan betraktas som en hymn om nationell försoning. Genom föreningen av de tre sångerna i ett svulstigt orkesterframförande som aldrig misslyckades med att driva publiken till extas, hade Elvis, såsom Greil Marcus uttrycker det, insett att inbördeskriget egentligen aldrig hade tagit slut, och därför bestämt sig för att slutföra unionen genom framförandet av "An American Trilogy".
Enligt Mark Duffett förmedlar "An American Trilogy" något direkt om den mänskliga själen, hur det är att vara människa. De känslomässiga nyanser som förmedlas i låten när Elvis framför den är i tur och ordning ett stilla uppvaknande, längtan, rättrogenhet, outgrundlighet, hjärtslitande plåga, allvarlighet, stilla ånger och något fullständigt överväldigande. Dess slut är skimrande och väldigt, och erbjuder en musikalisk vision i en verklig enorm skala.

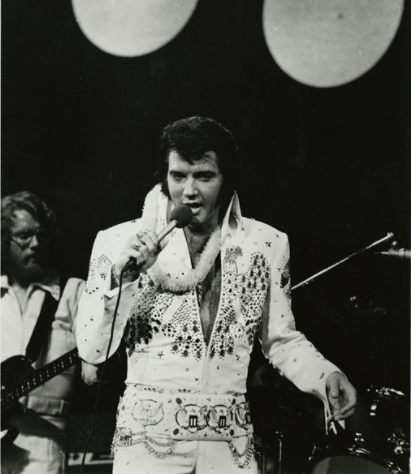
Elvis Presley på den satellitsända Aloha-konserten den 14 januari 1973, under vilken han framförde "An American Trilogy" som näst näst sista låt.

När Elvis framförde "An American Trilogy" inledde han med en tämligen sorgsen tolkning av "Dixie" – som om Södern skulle dö en sorglig men nödvändig och vacker död. Låten inleddes med cirka tio sekunders knappt hörbart gitarrspel med Elvis som till synes vandrade tillbaka i tankarna innan han finstämt sjöng första strofen av Daniel Emmetts text: "Som jag önskar att jag vore i bomullens rike. Svunna tider där är inte bortglömda. Blicka bortåt, blicka bortåt, blicka bortåt, Dixieland …" Manskören sjöng sedan nästa vers innan Elvis fortsatte "Dixie" med att han föddes en kylig morgon i Dixieland. Hans tempo var långsamt när han nådde slutet av versen och en virveltrumma började slå en långsam och stadig rytm i samband med att låten övergick i "Battle Hymn of the Republic" med "Glory, Glory, Hallelujah". Låten bytte så igen till en knappast mindre sorgsen afroamerikansk sång, "All My Trials" – som för att uppmärksamma att afroamerikaner en gång hade levt under mycket svåra förhållanden. Elvis sjöng finstämt: "hysch, lilla älskling, gråt inte. Du vet att din pappa kommer att dö. Men alla mina prövningar, Herre, kommer snart att vara över."
I detta skede klingar Newburys version av "An American Trilogy" ut till tonerna av "Dixie" och på hans skivinspelning också "Battle Hymn of the Republic" instrumentalt. Elvis arrangerade om låten inte bara genom att göra den bombastisk och mer dramatisk och majestätisk, utan också genom att som avslutning ännu en gång sjunga "Battle Hymn of the Republic". Newburys arrangemang var "Dixie–Battle Hymn–Trials–(Dixie–Battle Hymn instrumentalt)" medan Elvis' var "Dixie–Battle Hymn–Trials–(Dixie instrumentalt)–Battle Hymn". I Elvis version återkommer "Dixie" i det flöjtsolo som följer direkt på "All My Trials". Stämningen i sången förändras strax till en avslutning där trummorna i stegrande marschtakt övergår i "Battle Hymn of the Republic" där Gud kommer att rädda Amerika, som får njuta av en säkerligen underbar framtid. Bandet och den fulla orkestern, med blåssektionen och speciellt trumpeten, dundrar ut musiken, trummorna mullrar, körerna sjunger med full röststyrka och med fördröjning vid det inledande "Glory" också Elvis, som med full kraft överröstar den redan öronbedövande musiken: "Glory, Glory Halleluja" och Guds sanning marscherar obönhörligen vidare ("His truth is marching on") i ett avslutande crescendo.
Även om det var Newbury som nådde den bästa listplaceringen i USA och Elvis version sålde sämre än förväntat där, har "An American Trilogy" blivit ett av Elvis många signaturnummer, en så kallad Elvis-klassiker. Den har blivit Elvis sjunde mest inkomstbringande sång, genom att den förekommer på så många av hans album, livealbum, samlingsalbum och videor över hela världen. Dess framgång kan måhända mest tillskrivas det faktum att den är med i både den Grammyvinnande dokumentärfilmen Elvis on Tour och den satellitsända tv-showen Aloha from Hawaii med dess multiplatinasäljande album Aloha from Hawaii: Via Satellite. Newbury sade att han blev "fullständigt överväldigad när Elvis spelade in den" och han menade att Elvis, efter det absurda förbudet mot att spela sången i några sydstater, "gjorde låten respektabel." Han sade vidare att när Elvis sjöng den "räddade det låten. När han sjöng den förstod folk budskapet. Han var förmodligen den enda i hela världen som kunde ha lyckats med detta."
Under 1999 genomfördes en allmän landsomfattande undersökning i Storbritannien av musikåterförsäljaren HMV, i samarbete med tv-kanalen Channel 4 och radiokanalen Classic FM, under namnet "Music of the Millennium". I undersökningen deltog drygt 600 000 personer och "An American Trilogy" i framförande av Elvis Presley valdes till millenniets bästa sång från USA och fjärde bästa sång totalt. Samtidigt valdes Elvis Aloha from Hawaii: Via Satellite, i vilken Elvis sjunger "An American Trilogy", till millenniets fjärde bästa album och Elvis till millenniets bäste manlige sångare.

## Låtens syfte

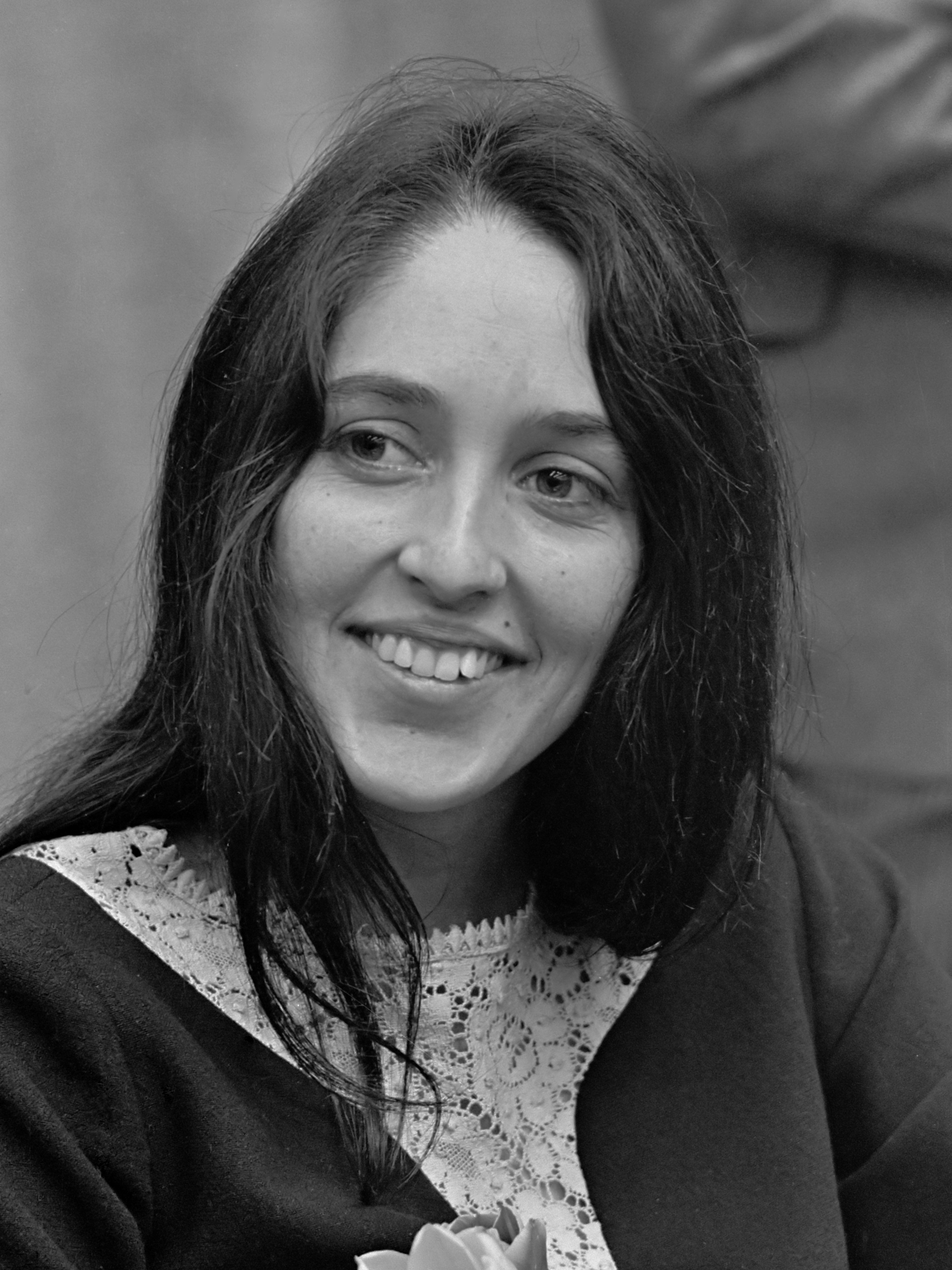
Joan Baez 1966. Hon spelade in "All My Trials" 1960.

Mark Duffett menar att Newburys unika sammansmältning av de tre låtarna till en, möjliggjorde för honom att ge uttryck för en nations storslagenhet och smärta på ett sätt som gjorde att alla amerikaner kunde känna den.
"An American Trilogy" ger uttryck för USA:s komplexitet som politiskt projekt. "Dixie" var Sydstaternas inofficiella nationalsång. "Battle Hymn of the Republic" var en omarbetning av folkklassikern "John Brown's Body" med en ny text, som blev en sorts inofficiell nationalsång för Nordstaterna. Den spelades på Robert F. Kennedys begravning 1968. Och "All My Trials" var en folksång som hade återupplivats av 1960-talets protestsångare. Låten är unik på så sätt att det visserligen finns många fantastiska låtar som ger perspektiv på vad som är känslomässigt viktigt för en viss person, men ytterst få förmår skildra den gemensamma kampen för en hel nation så gripande.
Mickey Newburys sammanlänkning av de två inbördeskrigssångerna med en afroamerikansk spiritual har ibland ansetts vara ett försök av honom att skapa harmoni, ibland tolkats som ett delvis kritiskt eller till och med ironiskt uttalande av honom, medan Elvis Presleys version har betraktats som uppriktig, innerlig och djupt patriotisk. Eftersom Elvis för så många runt om i världen ansågs vara liktydig med USA, kom hans framförande av låten också att ses som ett verkligt avsiktligt budskap, för vissa ett otvivelaktigt patriotiskt budskap. Det är dessutom lätt att föreställa sig "An American Trilogy" som en patriotisk sång, eftersom det Newbury fogade samman i "Dixie", "Battle Hymn Of The Republic" och "All My Trials" var tre hyllningssånger.
Susan Doll menar dock att kritiker från framför allt norra USA och vissa musikhistoriker har misslyckats med att förstå betydelsen av "An American Trilogy", som enligt henne uttrycker Söderns komplexitet. Hon menar att de inte kan acceptera medleyts uppenbara känsla, utan spekulerar i att Newbury hade tänkt att stycket skulle vara ironiskt, eller att Elvis, som ansågs vara politiskt konservativ, skulle ha varit förenklat patriotisk. Hon menar att man i stället måste undersöka ursprunget till de tre låtarna som utgör trilogin. För Elvis, vars musik symboliserade själva essensen av rasintegration, var medleyt ett innerligt uttryck för historien om hans fädernesland Södern. Hon menar att om man har hört hans melankoliska tolkning av "Dixie" och den dramatiska storheten i trilogins avslutning med "Battle Hymn of the Republic", borde man inse att den inte var avsedd att vara ironisk eller ett uttryck för konservativa värderingar. Och i den mån medleyt speglar Elvis patriotism, speglar det också hans religiösa och andliga övertygelse och hans stora tillgivenhet till, och medfödda uppskattning av, sitt hemland Södern. Sentimentaliteten och det svulstiga i Elvis framförande av låten på konserterna härrör till viss del från den evangeliska traditionen i Södern.

## Coverversioner
"An American Trilogy" har blivit ett av de mest tolkade styckena och är den av Newburys låtar som flest artister gjort cover på, med omkring 560 inspelade coverlåtar av nästan lika många artister eller grupper år 2019. Exempelvis lät Glen Campbell spela in och ge ut "An American Trilogy" på skivan Letter To Home 1984 och gav heavy metal-bandet Manowar ut sin version av låten år 2002 på Warriors of the World. Och år 2015 utkom albumet If I Can Dream, där "An American Trilogy" återfinns med Elvis sång till ett nytt orkesterarrangemang av Royal Philharmonic Orchestra – ett album som kom att toppa albumlistan i Storbritannien. Låten har också blivit en sorts signaturlåt för Elvis-imitatörer världen över. I Sverige har exempelvis Henrik Åberg spelat in låten, vilken finns utgiven på Elvis Forever: A Tribute to the King. Carola har haft "An American Trilogy" med i sina liveframträdanden, och hon framförde den under galakvällen "Toner för miljoner" på Globen 1999. Också Christer Sjögren har spelat in den under namnet "Glory, Glory Halleluja", utgiven på skivan Ett julkort från förr år 2000.